# Ковчег Україна: 10 століть української музики

Афіша фестивалю з виглядом сцени та LED-екрану

Ковчег Україна: 10 століть української музики — це мистецький проєкт, який організували Міністерство культури та інформаційної політики України, Державне агентство України з питань мистецтв та мистецької освіти та культурна платформа Ковчег «Україна» за сприяння КМДА. Концерт Ковчег Україна: 10 століть української музики 22 серпня 2021 на Михайлівській площі у Києві є частиною урочистостей зі святкування 30-ї річниці Незалежності України. Режисуру події та організацію телетрансляції взяв на себе телеканал 1+1.

## Передісторія
Культурна платформа Ковчег «Україна» діє з 2016 року з метою збереження і примноження культурного спадку України, створення якісних культурних продуктів, просвіти та промоції української культури всередині країни і закордоном.
Засновниця платформи Ярина Винницька та диригентка Оксана Линів в 2020 році об'єднали сили для створення сучасної музичної візитівки України. Початкову підтримку такій ініціативі надав Український культурний фонд.
Навесні 2021 року Розпорядженням Кабінету Міністрів від 31 травня 2021 р. № 583-р у план заходів з підготовки та відзначення 30-ї річниці незалежності України було включено фестиваль Ковчег Україна: 10 століть української музики, ініціаторкою, автором та креативним продюсером якого є Ярина Винницька, а співавторкою та головним диригентом Оксана Линів.

## Концерт до Дня Незалежності України в Києві
В рамках святкування Дня Незалежності запланований живий концерт на Михайлівській площі у Києві. В його програмі заявлені Джамала, Святослав Вакарчук, реперка Аліна Паш і Юлія Саніна (солістка The Hardkiss),  сопрано Оксана Нікітюк і тенор Назар Тацишин. Крім столиці, концерти Ковчег Україна: 10 століть української музики заплановані у Львові та Одесі.
| №  | Назва твору                                        | Автор(и) твору                     | Час створення оригіналу | Тривалість у записі1) | Виконавці твору на концерті у Києві                                                      |
| -- | -------------------------------------------------- | ---------------------------------- | ----------------------- | --------------------- | ---------------------------------------------------------------------------------------- |
| 1  | «Колядка»                                          | Народна пісня (Полісся)            | невідомо                |                       | Домініка Чекун                                                                           |
| 2  | Різдвяний ірмос «Волхви перськії»                  | Народна пісня (Коломия)            | невідомо                | 05:39                 | Уляна Горбачевська і Дударик                                                             |
| 3  | Духовний кант «Ангели, знижайтеся»                 | слова Григорія Сковороди           | 1770-ті                 | 07:31                 | Молодіжний симфонічний оркестр і Хорея Козацька                                          |
| 4  | «Весна»                                            | ДахаБраха                          | 2009                    | 08:03                 | ДахаБраха і Молодіжний симфонічний оркестр                                               |
| 5  | «Хор русалок» (з опери Утоплена)                   | Микола Лисенко                     | 1883                    | 02:44                 | Молодіжний симфонічний оркестр, Камерний дівочий хор КССМШ ім. М. В. Лисенка             |
| 6  | Сюїта-варіація на тему народної пісні «Суха верба» | Володимир Івасюк                   | 1978                    | 03:52                 | Молодіжний симфонічний оркестр                                                           |
| 7  | Ритуальна пісня «Ой, убрали Куста»                 | Народна пісня (Полісся)            | невідомо                | 03:25                 | Домініка Чекун + Аліна Паш                                                               |
| 8  | Кантата «Становлення» на тему купальських пісень   | Золтан Алмаші                      | 2020(?)                 | 06:08                 | Молодіжний симфонічний оркестр і Курбаси                                                 |
| 9  | Українські весільні ладканки                       | Народні пісні                      | невідомо                | 06:37                 | Уляна Горбачевська і Курбаси                                                             |
| 10 | Уривок з опери Золотий обруч                       | Борис Лятошинський                 | 1923                    |                       | Молодіжний симфонічний оркестр                                                           |
| 11 | Вокально-симфонічна сюїта «Українське весілля»     | Василь Барвінський                 | 1914                    |                       | Молодіжний симфонічний оркестр                                                           |
| 12 | Ой, верше, мій верше + «Пенджереден»               | народні пісні (Лемківщина і Крим)  | невідомо                |                       | Молодіжний симфонічний оркестр і Джамала                                                 |
|    | Обряд «Комора»                                     | ДахаБраха                          |                         |                       |                                                                                          |
| 13 | Колискова «Ой, люлі-люлі»                          | Народна пісня (Полісся)            | невідомо                | 02:20                 | Домініка Чекун                                                                           |
| 14 | Цвіт папороті (уривок опери)                       | Євген Станкович                    | 1978                    | 08:52                 | Молодіжний симфонічний оркестр                                                           |
| 15 | Колискова Ой, ходить сон + Summertime              | Народна + Дж. Гершвін              | невідомо і 1935         |                       | Молодіжний симфонічний оркестр і Юлія Саніна                                             |
| 16 | Увертюра до опери Тарас Бульба                     | Микола Лисенко                     | 1890                    | 05:02                 | Молодіжний симфонічний оркестр                                                           |
| 17 | Козацька дума «Войска запорожского»                |                                    | XVIII ст.               |                       | Хорея Козацька                                                                           |
| 18 | Історична дума «Ой, сів пугач»                     | Обробка С.Гулака-Артемовського     | 1861                    | 03:27                 | Хорея Козацька                                                                           |
| 19 | Щедрик                                             | Обробка Івана Небесного            | невідомо                | 03:39                 | Молодіжний симфонічний оркестр, «Дударики», Камерний дівочий хор КССМШ ім. М. В. Лисенка |
| 20 | Ой, пливе кача                                     | Народна пісня (Лемківщина)         | невідомо                |                       | Молодіжний симфонічний оркестр і Св. Вакарчук                                            |
| 21 | Духовний кант «Ной»                                | Невідомий. Обробка Івана Небесного | XVII ст.                | 06:44                 | Всі учасники концерту                                                                    |

1)тривалість творів орієнтовна, вказана на основі записів цих творів, зроблених цими ж виконавцями в рамках інших концертів.
Згадуються плани організації світового турне цієї концертної програми.

#### Візуальний ряд концерту
В сценічному оформленні використовується круглий LED-екран площею 50 м2, на якому відтворюються знакові артефакти української традиційної культури та мистецтва. Згадуються, зокрема, репродукції гуцульських ікон на склі, зображення полтавських рушників, плахт і килимів, вишитих сорочок XIX с., кераміки з Поділля і Гуцульщини; а також барокові різьблені іконостаси, скульптури Пінзеля, фрески Софії Київської, графіка Олени Кульчицької і Богдана Сороки.
В анонсах київського концерту згадується ще й мультимедійна інсталяція з використанням новітніх технологій: голографічних проєкцій, ефектів доповненої реальності.

## Відгуки
Міністр культури Олександр Ткаченко так характеризував подію, анонсуючи концерт на Михайлівській площі:
Фестиваль «Ковчег» зібрав найкращі традиції української музики, від тисячорічної давнини до сучасності. Нові мелодії, нові рішення у звучанні, нові імена, які гармонійно віддзеркалюють всім улюблену класику. Це дійсно подія, де можна почути минуле і майбутнє… це наша нематеріальна спадщина, за якою Україну впізнають у світі. Мотиви, народні інструменти, специфіка співу, ліричні та життєстверджувальні тексти — це наш унікальний код.
У виданні The Claquers розкритикували проект «Ковчег „Україна“» за «монокультурність», відкидання «кроскультурних або мультинаціональних шляхів творення нового», тотальну «неінклюзивність в орієнтуванні винятково на народну творчість».

Андрій Бондаренко, член Національної спілки композиторів України, кандидат мистецтвознавства схвально відгукнувся про мистецьку подію концерт "Ковчег Україна", такими словами: "Хочеться, щоб такі концерти відбувалися якнайчастіше". 
Зате відгук від The Claquers піддав критиці, висловивши думку, що така негативна позиція видання є прорадянською. Він нагадав про репресії, терор, щодо української культури в часи радянського союзу, коли насаджувались проросійські сенси. Вказав на упередженість у рецензії видання стосовно української музики, охарактеризувавши такий стан радянською парадигмою. Відкинув безпідставні закиди щодо проєкту "Ковчег Україна". Звернув увагу на українську народну і модерну музику концерту, похваливши їх. 

## Скандали
Під час презентації проекту Ковчег «Україна» Музика в мережі фейсбук спалахнув скандал між авторкою ідеї Яриною Винницькою та диригенткою Оксаною Линів з приводу авторських прав на відео- аудіо- та інші продукти проекту. Ярина Винницька заявила, що вона є ініціатором, автором і ідеологом проєкту і культурної платформи «Ковчег Україна», натомість Оксана Линів намагалась за спиною у автора зареєструвати торгову марку на бренд, знищила спільний ютуб канал проєкту з мільйонними сукупними переглядами, заблокувала доступ іншому співавтору до матеріалів спільного гранту, створила паралельні сторінки проєкту без жодного узгодження з іншим співавтором, чим знищила рекламну кампанію проєкту.